# Metacleidochasma planulata
Metacleidochasma planulata är en mossdjursart som först beskrevs av Canu och Bassler 1929.  Metacleidochasma planulata ingår i släktet Metacleidochasma och familjen Phidoloporidae. Inga underarter finns listade i Catalogue of Life.